# Alice's Tin Pony
Alice's Tin Pony é um curta-metragem de animação estadunidense de 1925, lançado como parte da série Alice Comedies.